# Cecil Dye
Pour les articles homonymes, voir Dye.
Temple de la renommée : 1970
Cecil Henry Dye, dit Babe Dye, (né le 13 mai 1898 à Hamilton au Canada – mort le 2 janvier 1962 à Chicago aux États-Unis) était un joueur canadien professionnel de hockey sur glace qui évoluait au poste d'ailier droit. Il a également été joueur professionnel de baseball et de football canadien,.

## Biographie

### Hockey sur glace
Né à Hamilton, Dye déménagea à Toronto à seulement un an, après la mort de son père. Il joua pour l'équipe junior des Toronto Aura Lee et des Toronto De La Salle de l'Ontario Hockey League de 1916 à 1918.
Il fit ensuite ses classes avec l'équipe amateur senior des St. Patricks de Toronto en 1918-1919 avant de signer un contrat professionnel avec l'équipe des St. Patricks évoluant en LNH en 1919. Dye fut prêté aux Tigers de Hamilton lors du premier match de la franchise dans la LNH en 1920. Il inscrivit deux buts au cours du match et retourna avec les St. Pats pour le reste de la saison. Il joua avec Toronto pendant huit saisons, terminant meilleur buteur des saisons 1920-1921, 1922-1923 et 1924-1925. Il termina également meilleur pointeur des saisons 1922-1923 et 1924-1925. Il mena son équipe vers la victoire de la coupe Stanley en 1922 en marquant neuf buts au cours des 5 matchs de la série finale. Le 16 décembre 1922, il devient le 15e joueur de l'histoire de la LNH à inscrire cinq buts dans le même match ; il rééditera cet exploit le 22 décembre 1924. Ses trente-huit buts marqués en trente matchs de saison régulière en 1925 restèrent un record de la franchise pendant 35 ans, seulement battu par Frank Mahovlich durant la saison 1960-1961 qui comportait soixante-dix matches. Au cours de ses six premières saisons dans la LNH, Dye marqua 176 buts en 170, soit une moyenne de plus d'un but par match.
Au début de la saison 1926-1927, Dye fut vendu aux Black Hawks de Chicago, nouvelle franchise de la LNH. Il effectua une nouvelle saison remarquable et, associé à Dick Irvin, il termina encore meilleur buteur de la saison; Irvin menant quant à lui au chapitre des aides. Ces deux joueurs souffrirent ensuite de blessures qui écourtèrent leurs carrières : au camp d'entraînement précédent la saison suivante, Dye se fractura la jambe et ne revint ensuite jamais à son niveau d'avant. En 1927-1928, en dix matchs avec les Black Hawks, il n'inscrivit aucun but puis fut vendu Americans de New York. Il joua 42 matchs avec les Americans en 1928-1929 et n'inscrivit qu'un seul but. En novembre 1929, il fut envoyé dans l'équipe des Eagles de New Haven de la Canadian-American Hockey League. En février 1930, il signa comme agent libre avec son ancienne équipe qui était devenue les Maple Leafs de Toronto. Dye joua six matchs en 1930-1931 avant d'être libéré par la franchise et de prendre sa retraite. Finalement, après sa blessure, Dye aura joué 58 matchs et inscrit un seul but.
Après sa carrière de joueur, Dye devint l'entraîneur-chef des Shamrocks de Chicago de l'association américaine de hockey (AHA) en 1931-1932, avec qui il remporta le titre. Malgré ce succès, il fut limogé juste avant la saison suivante. En effet, il n'avait pas empêché le capitaine de son équipe d'aller se marier à Toronto entre deux matchs de séries. Dye déclara que le joueur était déterminé à y aller et qu'il n'aurait rien pu faire contre.
Il fut intronisé au temple de la renommée du hockey en 1970. En 1998, le magazine The Hockey News le plaça à la 83e position des 100 meilleurs joueurs de l'histoire de la LNH.

### Baseball
Dye fut également joueur de baseball professionnel, commençant sa carrière avec les Toronto Maple Leafs de la Ligue internationale en 1920. Il fut envoyé à Brantford dans la Mint League. Les Red Sox de Boston qui avaient une option sur le joueur décidèrent de ne pas l'exercer. En septembre 1921, Brantford annonça qu'ils vendaient Dye aux Bisons de Buffalo pour le plus haut prix jamais atteint pour un joueur de Brantford. Il effectua une bonne saison qui le plaça dans les meilleurs espoirs pour la Ligue majeure de baseball. En septembre 1923, Dye annonça qu'il se retirait du hockey pour se consacrer au baseball ; mais quand sa saison de hockey débuta, il signa un contrat avec St. Patrick de Toronto. À l'issue de la saison de hockey, il rejoint les Bisons pour le camp d'entraînement en mars 1924. Dye joua encore pour les Bisons en 1925 puis fut vendu aux Leafs. Il fut ensuite libéré par Toronto en juillet 1926 et signa avec les Orioles de Baltimore où il termina sa carrière cette saison-là.

### Vie personnelle
Après sa carrière sportive, Dye travailla pour Seneca Petroleum à Chicago pendant 20 ans. Il mourut à l'âge de 63 ans à Chicago, où il avait été hospitalisé depuis plusieurs mois à la suite d'une attaque cardiaque.

## Statistiques
Pour les significations des abréviations, voir Statistiques du hockey sur glace.
| Saison     | Équipe                    | Ligue         |     | Saison régulière | Saison régulière | Saison régulière | Saison régulière | Saison régulière |   | Séries éliminatoires | Séries éliminatoires | Séries éliminatoires | Séries éliminatoires | Séries éliminatoires |
| Saison     | Équipe                    | Ligue         | PJ  | B                | A                | Pts              | Pun              | PJ               | B | A                    | Pts                  | Pun                  |                      |                      |
| 1919-1920  | Saint-Patricks de Toronto | LNH           | 23  | 11               | 3                | 14               | 10               | -                | - | -                    | -                    | -                    |                      |                      |
| 1920-1921  | Tigers de Hamilton        | LNH           | 1   | 2                | 0                | 2                | 0                | -                | - | -                    | -                    | -                    |                      |                      |
| 1920-1921  | Saint-Patricks de Toronto | LNH           | 23  | 33               | 5                | 38               | 32               | 2                | 0 | 0                    | 0                    | 7                    |                      |                      |
| 1921-1922  | Saint-Patricks de Toronto | LNH           | 24  | 31               | 7                | 38               | 39               | 2                | 2 | 0                    | 2                    | 2                    |                      |                      |
| 1922       | Saint-Patricks de Toronto | Coupe Stanley | -   | -                | -                | -                | -                | 5                | 9 | 1                    | 10                   | 3                    |                      |                      |
| 1922-1923  | Saint-Patricks de Toronto | LNH           | 22  | 26               | 11               | 37               | 19               | -                | - | -                    | -                    | -                    |                      |                      |
| 1923-1924  | Saint-Patricks de Toronto | LNH           | 19  | 16               | 3                | 19               | 23               | -                | - | -                    | -                    | -                    |                      |                      |
| 1924-1925  | Saint-Patricks de Toronto | LNH           | 29  | 38               | 8                | 46               | 41               | 2                | 0 | 0                    | 0                    | 0                    |                      |                      |
| 1925-1926  | Saint-Patricks de Toronto | LNH           | 31  | 18               | 5                | 23               | 26               | -                | - | -                    | -                    | -                    |                      |                      |
| 1926-1927  | Black Hawks de Chicago    | LNH           | 41  | 25               | 5                | 30               | 14               | 2                | 0 | 0                    | 0                    | 2                    |                      |                      |
| 1927-1928  | Black Hawks de Chicago    | LNH           | 10  | 0                | 0                | 0                | 0                | -                | - | -                    | -                    | -                    |                      |                      |
| 1928-1929  | Americans de New York     | LNH           | 42  | 1                | 0                | 1                | 17               | 2                | 0 | 0                    | 0                    | 0                    |                      |                      |
| 1929-1930  | Eagles de New Haven       | Can-Am        | 34  | 11               | 4                | 15               | 16               | -                | - | -                    | -                    | -                    |                      |                      |
| 1930-1931  | Maple Leafs de Toronto    | LNH           | 6   | 0                | 0                | 0                | 0                | -                | - | -                    | -                    | -                    |                      |                      |
| Totaux LNH | Totaux LNH                | Totaux LNH    | 271 | 201              | 47               | 248              | 200              | 10               | 2 | 0                    | 2                    | 11                   |                      |                      |